# Dicranota confusa
Dicranota (Plectromyia) confusa là một loài ruồi trong họ Pediciidae. Chúng phân bố ở vùng sinh thái Nearctic.